# Спин-запрещенные реакции
Спин-запрещенные реакции (англ. spin-forbidden reactions) — химические реакции, в ходе которых происходит изменение спинового состояния участвующих частиц. С точки зрения нерелятивистской квантовой механики, подобные реакции являются запрещенными, тем не менее скорость их протекания может быть достаточно высокой. Спин-запрещенные реакции могут быть как мономолекулярными, так и бимолекулярными. В случае бимолекулярных реакций изменение спина определяется на основании сравнения суммарного спина частиц до и после реакции.